# Мичурина, Ольга Андреевна
О́льга Андре́евна Мичу́рина (род. 13 февраля 1966) — российская легкоатлетка, специалистка по бегу на длинные дистанции и марафону. Выступала на профессиональном уровне в 1991—2007 годах, победительница и призёрка ряда крупных международных стартов на шоссе, действующая рекордсменка мира в беге на 10 000 метров в помещении. Представляла Санкт-Петербург. Мастер спорта России международного класса. Также известна как тренер и спортивный функционер.

## Биография
Ольга Самылова родилась 13 февраля 1966 года.
Впервые заявила о себе в сезоне 1991 года, когда финишировала шестой на Сибирском международном марафоне в Омске.
В 1992 году стала второй на Гамбургском марафоне, третьей на полумарафоне в Стокгольме, одержала победу на полумарафоне в Осло, показала четвёртый результат на Лиссабонском марафоне.
В 1993 году выиграла серебряную медаль на открытом чемпионате России по марафону в Калининграде, была четвёртой на полумарафоне в Гётеборге, третьей на полумарафоне в Стамбуле, лучшей на полумарафоне в Стокгольме. Попав в состав российской сборной, выступила на Кубке мира по марафону в Сан-Себастьяне — с личным рекордом 2:34:31 заняла девятое место в личном зачёте и тем самым помогла своим соотечественницам стать бронзовыми призёрками женского командного зачёта.
В 1994 году стала четвёртой на Лос-Анджелесском марафоне, восьмой на 25-километровом пробеге в Берлине. Благодаря череде удачных выступлений удостоилась права защищать честь страны на чемпионате Европы в Хельсинки — в программе марафона показала результат 2:51:05, расположившись в итоговом протоколе соревнований на 36-й строке.
В 1995 году финишировала четвёртой на Гамбургском марафоне и на полумарафоне в Гётеборге, взяла бронзу на чемпионате России по бегу на 10 000 метров в Санкт-Петербурге. Принимала участие в чемпионате мира по полумарафону в Монбельяре и Бельфоре, где заняла итоговое 41-е место. Также в этом сезоне отметилась выступлением на Стамбульском марафоне, став на финише шестой. 23 декабря на домашних соревнованиях в Санкт-Петербурге установила ныне действующие мировой рекорд и рекорд России в беге на 10 000 метров в помещении — 32:44.97.
В 1996 году победила на полумарафоне в Бристоле, была шестой на полумарафоне в Лилле, четвёртой на Итальянском марафоне в Карпи.
В 1997 году стала десятой и шестой на полумарафонах в Париже и Ницце соответственно, третьей на марафоне в Бордо, пятой на чемпионате России по марафону в Москве, восьмой на марафоне в Карпи.
В 1999 году показала пятый результат на марафонах в Лионе и Ла-Рошель.
В 2000 году финишировала второй на марафоне в Альби, шестой на чемпионате России по марафону в Москве, превзошла всех соперниц на марафонах в Шантийи и Гавре.
В 2000-х годах продолжала принимать участие в различных коммерческих стартах на шоссе в Европе, преимущественно на территории Франции.
За выдающиеся спортивные достижения удостоена почётного звания «Мастер спорта России международного класса».
Впоследствии работала тренером в Спортивной школе олимпийского резерва «Академия лёгкой атлетики Санкт-Петербурга». Член Президиума Спортивной федерации лёгкой атлетики Санкт-Петербурга.